# Distrito electoral local 5 de Veracruz
El V Distrito Electoral Local de Veracruz es uno de los 30 distritos locales en los que se divide el estado de Veracruz. Su cabecera es la ciudad de Poza Rica de Hidalgo, localidad principal del municipio de Poza Rica.
El V distrito está formado por los municipios de Poza Rica y Coatzintla.

## Diputados por el distrito
- LXVI Legislatura:
  - (2021 - 2024): Cecilia Josefina Guevara Guembe
- LXV Legislatura:
  - (2018 - 2021): Adriana Paola Linares Capitanachi[2]
- LXIV Legislatura:
  - (2016 - 2018): José Kirsh Ramos[3]
- LXIII Legislatura:
  - (2013 - 2016): Gabriela Arango Gibb[4]
- LXII Legislatura:[5]
  - (2012 - 2013): Ludyvina Ramírez Ahumada 
  - (2010 - 2012): Genaro Ruíz Arriaga
- LXI Legislatura:
  - (2007 - 2010): Martín Cristóbal Cruz[6]
- LX Legislatura:
  - (2004 - 2007): Germán Antonio Chao y Fernández[7]
- LIX Legislatura:
  - (2000 - 2004): Alberto Raúl Arango de la Huerta[8]